# Маленька урочиста меса

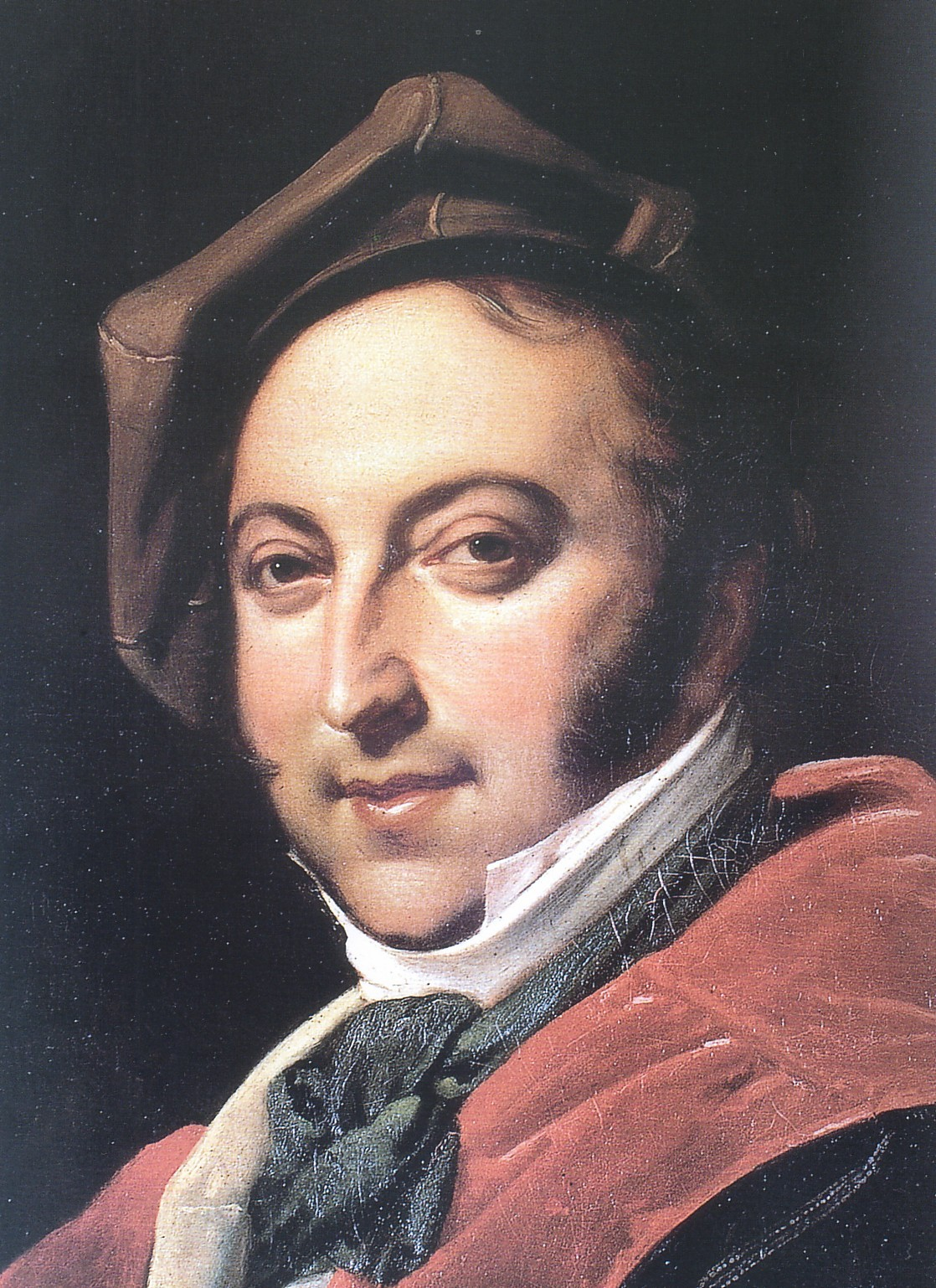
Джоаккіно Россіні

Маленька урочиста меса (фр. Petite messe solennelle) — меса Джоаккіно Россіні. Хоч виконання цього твору триває досить довго, приблизно 90 хвилин, композитор, не без іронії, назвав його «маленьким».

## Історія
«Маленька урочиста меса» написана в 1863 році, можливо, на прохання регента Банку Франції, графа Алексіса Піле-Віла для його дружини Луїзи, якій вона присвячена. Композитор, який написав свою останню оперу більш ніж 30 років тому, і більше ніж 20 років після його попередньої великої роботи, «Стабат Матер», назвав месу «останнім моїм гріхом старості». Ноти були надруковані у тому ж році.

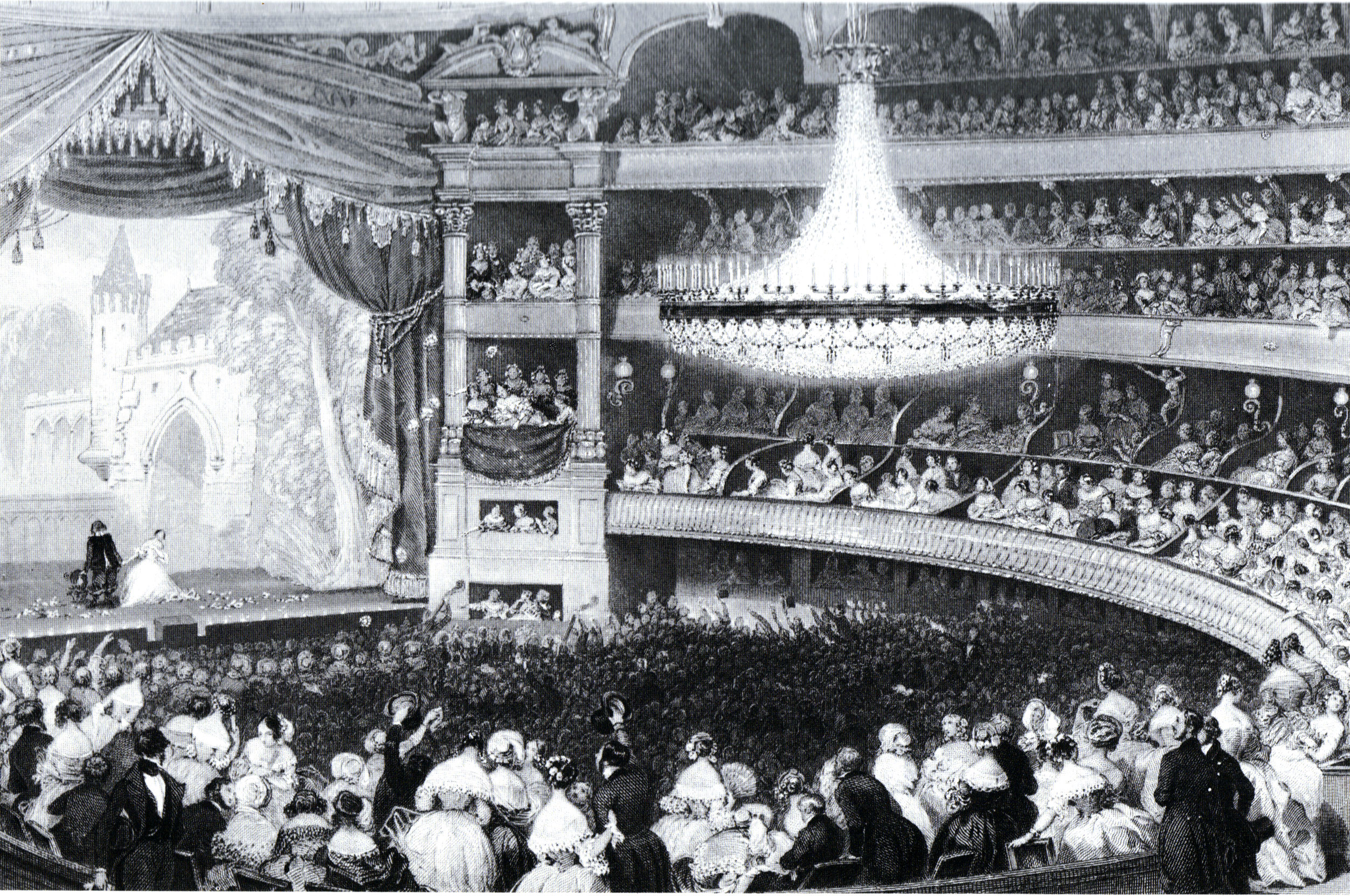
Італійський театр в Парижі. 1840

В оригіналі твір був призначений для дванадцятьох співаків, чотирьох солістів, двох фортепіано та фісгармонії. Вперше меса була виконана 14 березня 1864 року в новому будинку графа в Парижі. Пізніше, у 1867 році, Россіні написав версію для оркестру, додавши ще одну частину, як арію для сопрано «O salutaris Hostia» на слова Фоми Аквінського. Ця версія меси не виконувалася протягом його життя, тому що він не міг отримати дозвіл виступати з жіночими співаками у церкві. Її вперше виконали 24 лютого 1869 року в паризькому залі Вантадур музиканти Італійського театру в Парижі через три місяці після смерті композитора.
Про «Маленьку урочисту месу» Джоаккіно Россіні з гумором висловився Наполеон III-ій: «Вона не мала́ і не урочиста, і не дуже меса. Маленька? Але вона триває півтори години! Урочиста? Але в її виконанні беруть участь лише 12 співаків та три акомпаніатори. Меса? По-перше, в ній співають жінки (що заборонялося католицькою церквою), по-друге, „нелітургічність“ своєї музики підкреслював і сам Россіні».

## Структура твору
Твір складається з двох частин, кожна з яких має сім номерів, у ньому звучать величні ритми та темпи маршу.
| Частина перша - 1 — Kyrie eleison — хор - Gloria - 2 — Gloria in excelsis Deo — солісти і хор - 3 — Gratias — тріо для контральта, тенора і баса - 4 — Domine Deus — тенор соло - 5 — Qui tollis — два сопрано і контральт - 6 — Quoniam — бас соло - 7 — Cum Sancto Spiritu — хор | Частина друга - Credo - 8 — Credo — солісти і хор - 9 — Crucifixus — сопрано соло - 10 — Et resurrexit — солісти і хор - 11 — Релігійна прелюдія (під час оферторію) — фортепіано потім фісгармонія соло - без номера — Ritornello (фісгармонія, 9 регістрів) - 12 — Sanctus — солісти і хор - 13 — O salutaris Hostia — сопрано соло - 14 — Agnus Dei — солісти і хор |

## Маленька урочиста меса в Україні

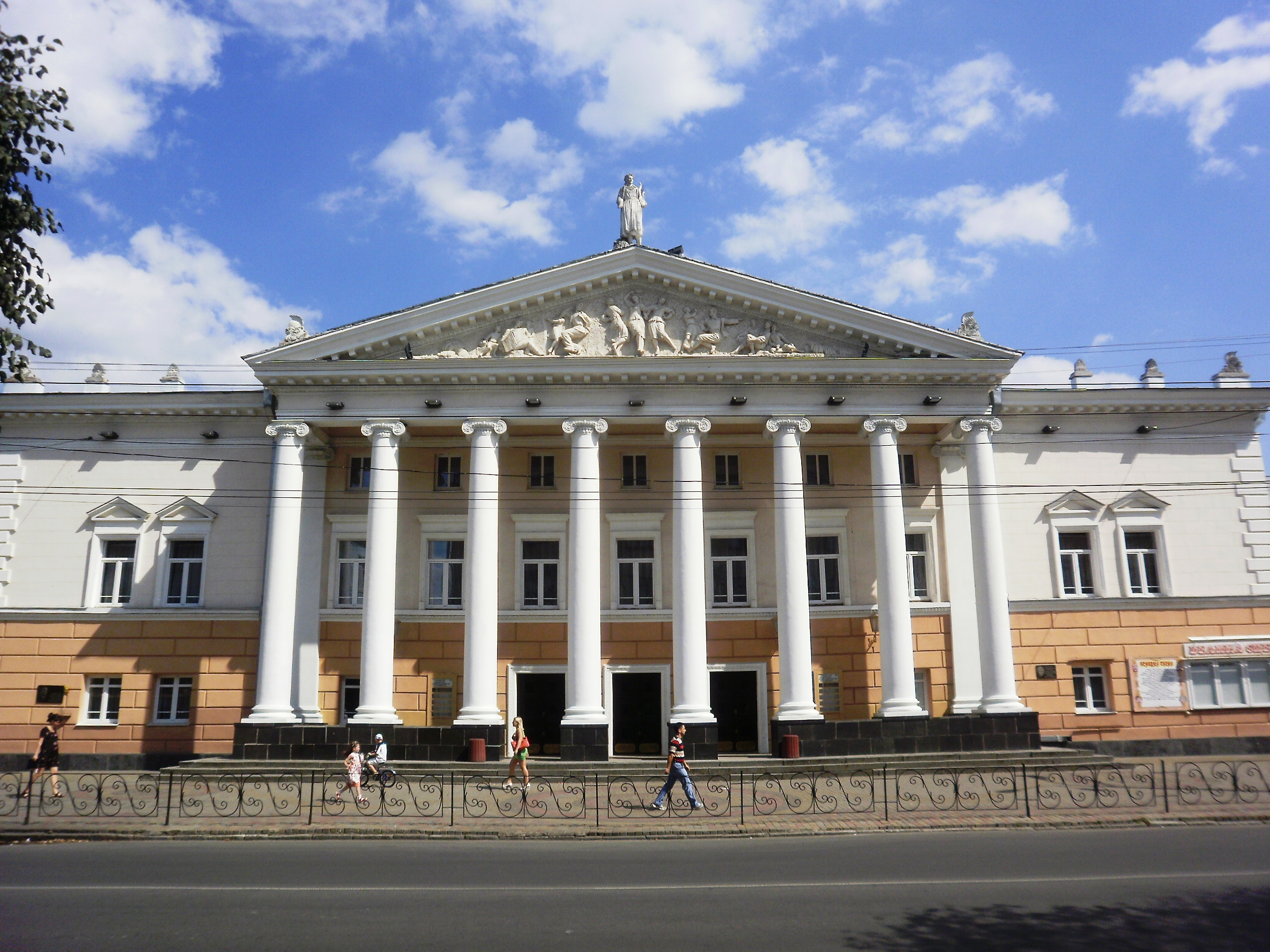
Театр імені Миколи Садовського
Вінниця. 2011

- 15 травня 2010 року в рамках Днів Європи у місті Вінниці у залі музично-драматичного театру імені Миколи Садовського розпочався концерт класичної музики, у першій частині якого прозвучала «Маленька урочиста меса» Россіні у виконанні симфонічного оркестру Тернопільської філармонії та академічного камерного хору «Вінниця».[2]
- 29 червня 2011 року Будинок органної та камерної музики Харкова завершив концертний сезон твором композитора Россіні «Маленька урочиста меса», яку виконали Академічний камерний хор та Академічний симфонічний оркестр Харківської обласної філармонії.[3]
- 15 січня 2012 року в органному залі Харкова Академічний симфонічний оркестр та Академічний камерний хор Харківської обласної філармонії виконанням «Маленької урочистої меси» завершили фестиваль мистецтв «Різдво у Харкові».[4]
- У 2012 році відкриття 81-го театрального сезону в Донецькому театрі опери та балету імені Анатолія Солов'яненка розпочалося з прем'єри — «Маленької урочистої меси» Джоаккіно Россіні, партитуру якої спеціально привезли до Донецька з Відня.[5]
- 29 червня 2018 року в Національній музичній академії України, а 30 червня у Львівській філармонії «Маленька урочиста меса» Джоакіно Россіні прозвучала у виконанні Львівської державної академічної чоловічої хорової капели «Дударик», Камерного хору «Глорія», солістів із Франції: сопрано Перін Медоф (Perrine Madoeuf), мецо-сопрано Ґоші Ковалінської (Gosha Kovalinska), баса Ґійома Дюссо (Guillaume Dussau) та тенора із США Пабло Веґуїла (Pablo Veguilla), а також Академічного симфонічного оркестру Львівської філармонії.[6] Концерт відбувся на честь Героя України, кавалера ордену «Золота Зірка», відомого українського оперного співака, соліста Паризької національної опери — Василя Сліпака.[7][8]

## Цікаво

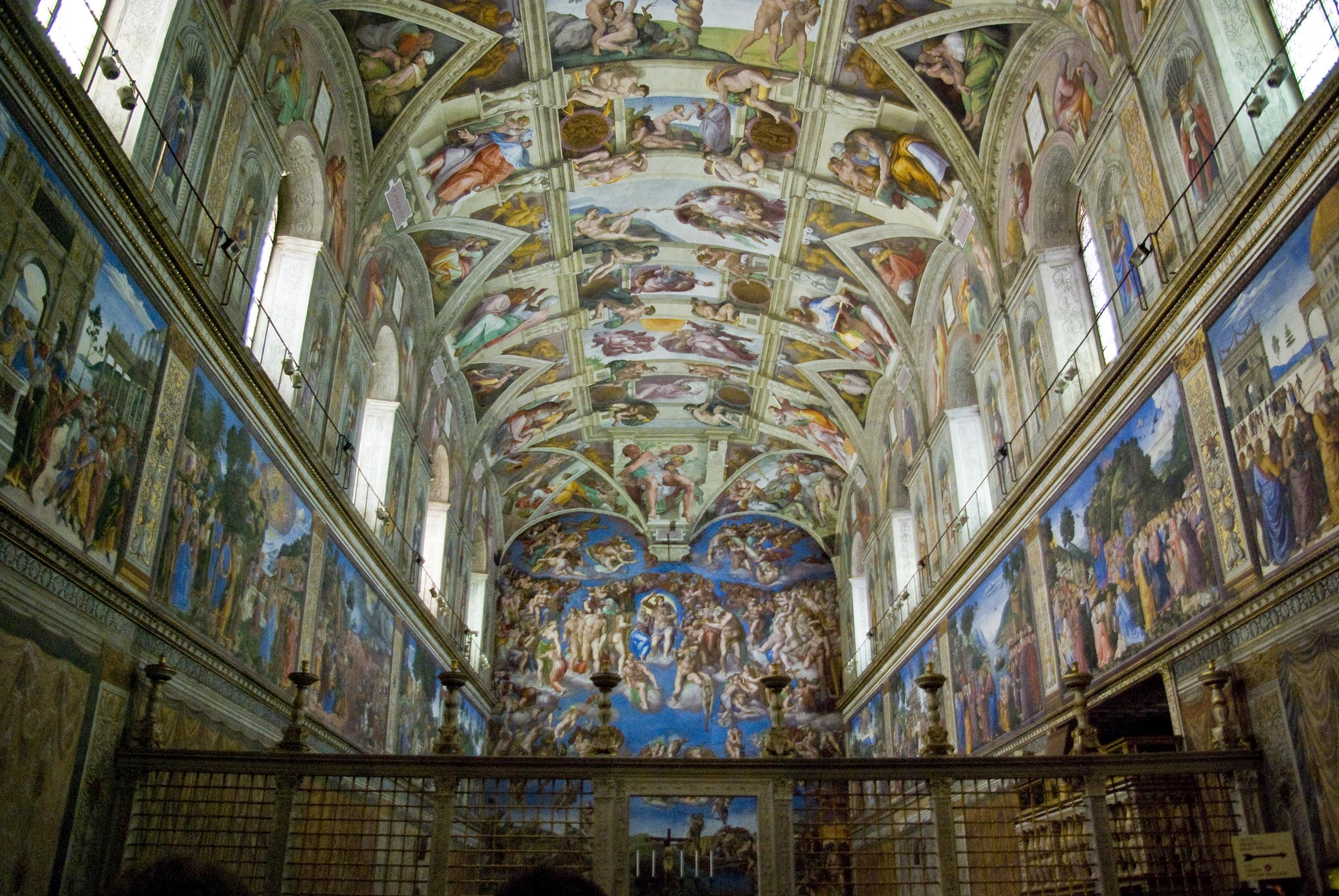
Сікстинська капела

- У 2014 році Сікстинська капела у Ватикані вперше була здана в оренду на один вечір. 18 жовтня у її стінах для 40 обраних туристів у рамках «ексклюзивного туру Клубу подорожей Порше[9] по Римі» прозвучав музичний твір — «Маленька урочиста Меса» Джоаккіно Россіні. Месу співав хор Національної академії святої Цецилії, після концерту туристам був запропонований святковий обід. Зібрані кошти за оренду капели були спрямовані на надання допомоги бідним і бездомним.[10]